# Kap (Einheit)
Der Kap war ein russisches Getreidemaß. Bekannt war das Maß bereits seit 1228 in Smolensk und 1230 in Nowgorod. In dieser Zeit soll das Gewicht dem Rigaer Normalpfund entsprochen haben. Im Jahr 1761 waren ein Rigaer Normalpfund 9425,239 Doli oder 6463,52 Gran (engl Troy-).
Das Maß Kap wurde auch als Wachstschetwert bezeichnet. Der unterschiedliche Tschetwert erschwert die (Volumen- oder) Gewichtsangabe. 
- im Jahr 1761: 1 Kap = 414,711 Gramm (aus Dolja errechn.)
- 7 Kap = 1 Nelik
- 4 Nelik = 1 Tonne
- 5 Tonnen = 4 Tschetwert

Der Kap war auch ein Hohlmaß in Schweden und Persien.